# Watou
Watou är en ort i Belgien.   Den ligger i provinsen Västflandern och regionen Flandern, i den västra delen av landet, 120 km väster om huvudstaden Bryssel. Watou ligger 16 meter över havet och antalet invånare är 1 881.
Terrängen runt Watou är platt, och sluttar norrut. Närmaste större samhälle är Poperinge, 7,4 km öster om Watou.
Trakten runt Watou består till största delen av jordbruksmark. Runt Watou är det ganska tätbefolkat, med 160 invånare per kvadratkilometer.